# Claudia Cuic
Claudia Cuic, född 5 augusti 1989, är en rumänsk basketspelare. 
Cuic deltog vid olympiska sommarspelen 2020 och var en del av Rumäniens lag som blev utslagna i gruppspelet i tremannabasket.